# Moore (Oklahoma)
Moore is een plaats (city) in de Amerikaanse staat Oklahoma, en valt bestuurlijk gezien onder Cleveland County. Deze plaats is in de recente geschiedenis tweemaal getroffen door een krachtige F5 tornado, namelijk in mei 1999 en in mei 2013.

## Demografie
Bij de volkstelling in 2000 werd het aantal inwoners vastgesteld op 41.138.
In 2006 is het aantal inwoners door het United States Census Bureau geschat op 49.277, een stijging van 8139 (19.8%).

## Geografie
Volgens het United States Census Bureau beslaat de plaats een oppervlakte van
56,7 km², waarvan 56,3 km² land en 0,4 km² water.

## Plaatsen in de nabije omgeving
De onderstaande figuur toont nabijgelegen plaatsen in een straal van 16 km rond Moore.